# Quần đảo Marshall
| Tôn giáo tại Quần đảo Marshall (2010) | Tôn giáo tại Quần đảo Marshall (2010) | Tôn giáo tại Quần đảo Marshall (2010) | Tôn giáo tại Quần đảo Marshall (2010) | Tôn giáo tại Quần đảo Marshall (2010) |
| ------------------------------------- | ------------------------------------- | ------------------------------------- | ------------------------------------- | ------------------------------------- |
| tôn giáo                              | tôn giáo                              |                                       | tỷ lệ                                 | tỷ lệ                                 |
| Tin lành                              | Tin lành                              |                                       | 51.5%                                 | 51.5%                                 |
| Đức Chúa Trời                         | Đức Chúa Trời                         |                                       | 24.2%                                 | 24.2%                                 |
| Công giáo Roma                        | Công giáo Roma                        |                                       | 8.4%                                  | 8.4%                                  |
| Khác                                  | Khác                                  |                                       | 8.3%                                  | 8.3%                                  |

Quần đảo Marshall, tên chính thức Cộng hòa Quần đảo Marshall (tiếng Marshall: Aolepān Aorōkin M̧ajeļ), là một đảo quốc nằm gần xích đạo trên Thái Bình Dương, hơn chệch về phía tây Đường đổi ngày quốc tế. Vế mặt địa lý, quốc gia này là một phần của nhóm đảo Micronesia lớn hơn. Dân số Quần đảo Marshall là 53.158 người (thống kê 2011), cư ngụ trên 29 rạn san hô vòng, gồm 1.156 đảo và đảo nhỏ. Nước này có biên giới đường biển với Liên bang Micronesia về phía đông, Đảo Wake về phía bắc, Kiribati về phía đông nam, và Nauru về phía nam. Khoảng 27.797 người (thống kê 2011) sống tại Majuro, thủ đô đất nước.
Người Micronesia đến định cư tại Quần đảo Marshall vào khoảng thiên niên kỷ 2 TCN, họ sử dụng bản đồ bằng que truyền thống. Người châu Âu biết đến nơi này từ thập niên 1520, khi nhà thám hiểm người Tây Ban Nha Alonso de Salazar trông thấy một rạn san hô ở đây năm 1526. Những chuyến viễn chinh của người Anh và người Tây Ban Nha tiếp diễn sau đó. Quần đảo được đặt theo tên nhà thám hiểm người Anh John Marshall, người đã đến đây năm 1788. Người Marshall gọi nơi mình sống là "jolet jen Anij" (Những món quà của Chúa).
Các thế lực châu Âu công nhận quyền quản lý của Tây Ban Nha đối với Quần đảo Marshall năm 1874. Nơi này chính thức là một phần của Đông Ấn Tây Ban Nha từ 1528. Tây Ban Nha bán quần đảo cho Đế quốc Đức năm 1884, và nó trở thành một phần của New Guinea thuộc Đức năm 1885. Vào Chiến tranh thế giới thứ nhất, Đế quốc Nhật Bản chiếm Quần đảo Marshall. Năm 1919, Hội Quốc liên đã kết hợp nó với các cựu lãnh thổ của Đức để tạo nên Ủy thác Nam Dương. Vào Chiến tranh thế giới thứ hai, Hoa Kỳ đánh chiếm quần đảo trong Chiến dịch quần đảo Gilbert và Marshall. Cùng với các quần đảo châu Đại Dương khác, Quần đảo Marshall được hợp nhất vào Lãnh thổ Ủy thác Quần đảo Thái Bình Dương do Hoa Kỳ quản lý. Nước này giành được quyền tự quản năm 1979, và độc lập năm 1986, dưới Hiệp ước Liên kết Tự do với Hoa Kỳ. Quần đảo Marshall đã là một thành viên Liên Hợp Quốc từ nằm 1991.
Về chính trị, đây là một nước cộng hòa tổng thống, liên kết tự do với Hoa Kỳ, Hoa Kỳ có trách nhiệm bảo vệ, trợ cấp, và cung cấp đường dây tham gia vào các cơ quan có trụ sở Hoa Kỳ như FCC và USPS. Do chỉ có ít tài nguyên, nền kinh tế quốc gia phụ thuộc vào dịch vụ, cũng như phần nào ngư nghiệp và nông nghiệp; viện trợ từ Hoa Kỳ chiếm một phần đáng kể tổng sản phẩm nội địa quốc gia. Dollar Mỹ là đơn vị tiền tệ chính thức.
Đa số công dân tại Quần đảo Marshall là người Marshall, dù có một số nhỏ người nhập cư từ Hoa Kỳ, Trung Quốc, Philippines, và những đảo Thái Bình Dương khác. Hai ngôn ngữ chính thức là tiếng Marshall (một ngôn ngữ Malay-Polynesia) và tiếng Anh. Gần như toàn bộ dân số theo một tôn giáo nào đó.

## Chính trị

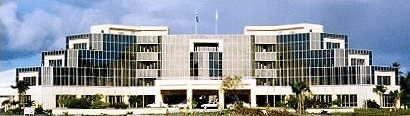
Tòa nhà Chính phủ Marshall

Quần đảo Marshall hiện theo chính thể Chính phủ lập hiến trong liên kết tự do với Hoa Kỳ. Hiệp ước Liên kết Tự do có hiệu lực từ ngày 21 tháng 10 năm 1986.
Theo hiến pháp ngày 1 tháng 5 năm 1979, nhà nước Quần đảo Marshall là nhà nước Cộng hòa và quyền lập pháp nằm trong tay quốc hội gồm 33 thành viên được bầu lại 4 năm 1 lần. Thượng nghị viện gồm 12 thành viên. Các thành viên sẽ bầu ra Tổng thống và Tổng thống bổ nhiệm nội các bao gồm 10 Bộ trưởng, một số Thống đốc và các quan chức khác.

## Địa lý

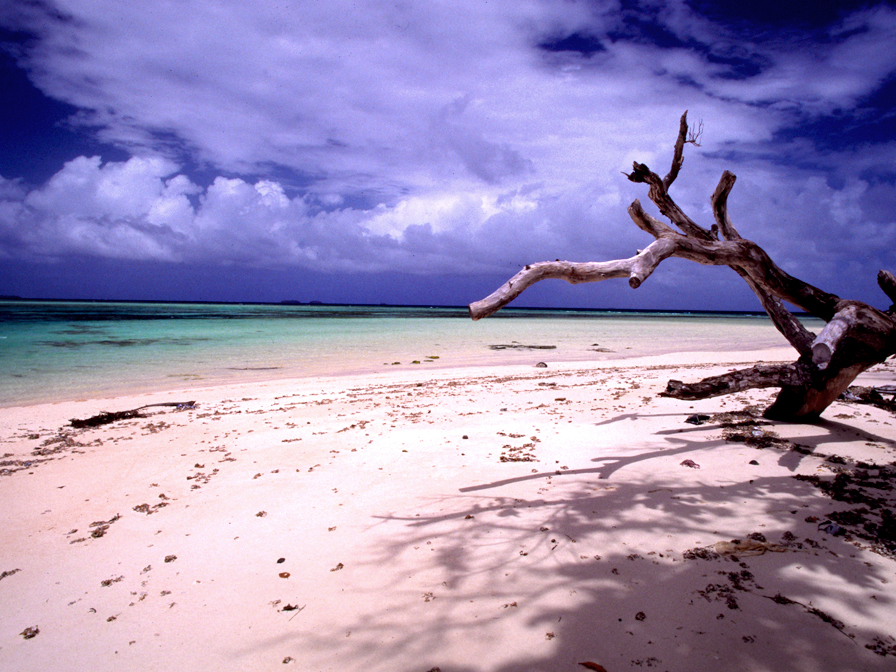
Cảnh quan bãi biển ở đảo Majuro

Quần đảo Marshall là quốc gia thuộc nhóm đảo Micronesia, ở châu Đại Dương. Quần đảo san hô này ở vùng Bắc Thái Bình Dương, về phía bắc xích đạo, Nauru và Liên bang Micronesia, cách quần đảo Hawaii khoảng 3.500 km về phía tây nam.
Lãnh thổ gồm 34 đảo, được phân bố thành hai dãy song song cách nhau khoảng 200 km.
- Dãy Ratak ("Mặt trời mọc") gồm các đảo san hô vòng Mili, Majuro, Maloelap, Wotje, Likiep;
- Dãy Ralik ("Mặt trời lặn") gồm các đảo san hô vòng Jaluit, Kwajalein, Wotho, Bikini, Eniwetok.

## Kinh tế
Kinh tế Quần đảo Marshall dựa vào đánh bắt cá biển; du lịch, dừa và viện trợ của Hoa Kỳ. Nông nghiệp (các loại cây trồng nhiệt đới khoai sọ, dừa, sa kê) chỉ đáp ứng vừa đủ nhu cấu tiêu thụ trong nước.
Trong thập kỷ qua, GDP tăng trưởng trung bình chỉ 1% do giảm biên chế chính phủ, nạn hạn hán, ngành xây dựng giảm, sự suy giảm GDP trong ngành du lịch và đầu tư nước ngoài là do bởi những khó khăn tài chính châu Á, và giảm thu nhập từ việc đổi mới giấy phép tàu đánh cá.

## Giáo dục - Y tế
Giáo dục phổ cập bắt buộc và miễn phí từ 6 đến 14 tuổi. Sau đó học sinh phải qua kỳ thi quốc gia để vào trung học. Tiếng Anh và tiếng Marshall được sử dụng ở bậc tiểu học, các bậc cao hơn chỉ dùng tiếng Anh. Quần đảo Marshall có một trường cao đẳng ở thủ đô Dalap-Uliga-Darrit. Phần lớn thanh niên sang Mỹ hoặc các nước khác học chương trình đại học.
Chăm sóc y tế ở thành thị khá tốt.